# Hospital Johns Hopkins
El Hospital Johns Hopkins (Johns Hopkins Hospital) es un hospital universitario en Baltimore, Maryland. Fundado por donación del filántropo Johns Hopkins.
El hospital ha sido nombrado en repetidas ocasiones el número uno en los Estados Unidos por la encuesta sobre "Los mejores hospitales del país" que conduce anualmente la revista U.S. News & World Report.
A lo largo de su historia, Hopkins ha sido el iniciador de muchos avances clínicos y científicos. Por ejemplo, los médicos de Hopkins son los pioneros de la cirugía del cáncer de mama (1889) y del corazón (1944), y de la reanimación cardiopulmonar (1958) y la primera separación exitosa de gemelos siameses por el doctor Ben Carson. 
Igualmente, los científicos de Hopkins son responsables de numerosos inventos, incluyendo el marcapasos cardíaco recargable y la bomba de insulina implantable, al igual que de muchas contribuciones que permiten la mejor comprensión el mapa genético humano. Estos avances complementan la cadena de primeros logros que ha tenido Johns Hopkins institucionalmente, como por ejemplo, entre otros, haber sido el primer hospital vinculado a una facultad de medicina en los Estados Unidos, haber fundado las primeras facultades de enfermería y de salud pública, y haber establecido el primer hospital pediátrico que fue integrado a un centro médico de enseñanza. 

## Denuncias
En marzo de 2015 más de 750 personas demandaron a la Corporación Johns Hopkins Hospital System por su papel en una serie de experimentos médicos realizados en Guatemala en las décadas de 1940 y 1950 en los que sujetos nativos fueron infectados con enfermedades venéreas sin su conocimiento.
La demanda en Baltimore exigía 1000 millones de dólares en compensación por los daños causados a individuos, esposas e hijos de personas infectadas intencionadamente con sífilis, gonorrea y otras enfermedades de transmisión sexual durante un programa del gobierno estadounidense llevado a cabo entre 1945 y 1956.
La demanda indica que los funcionarios de Johns Hopkins tuvieron “influencia considerable” sobre los estudios, controlaron algunos comités de asesoría y estuvieron involucrados en la planeación y autorización de los experimentos.
Es la más reciente en una serie de demandas legales sobre esos estudios. En 2012, un juez federal desestimó la demanda contra el gobierno de Estados Unidos con respecto al mismo estudio.